# Vincenzo Casillo
Vincenzo Casillo (San Giuseppe Vesuviano, 8 luglio 1942 – Roma, 29 gennaio 1983) è stato un mafioso italiano,  appartenente alla Nuova Camorra Organizzata.
Detto 'o Nirone per la sua capigliatura corvina, è stato uno degli uomini chiave della Nuova Camorra Organizzata, svolgendo un ruolo attivo sul territorio mentre Raffaele Cutolo soggiornava nelle diverse carceri italiane. È ritenuto l'autore materiale dell'omicidio di Nino Galasso, fratello di Pasquale Galasso.

## Biografia

### L'adesione alla NCO
Figlio di un industriale, dirigeva una fabbrica di pantaloni a San Giuseppe Vesuviano. Alla fine degli anni '70 si presenta spontaneamente a Poggioreale e in un colloquio con Raffaele Cutolo offre una sostanziosa quota della sua ditta per assicurarsi una piena protezione del boss. Da allora, stringe un rapporto sempre più intenso con il boss di Ottaviano, diventando il suo braccio destro. Insieme ad Alfonso Rosanova, ha svolto un ruolo chiave nel corso del rapimento di Ciro Cirillo avvenuto il 24 aprile del 1981. Com'è noto, alcuni dirigenti della Democrazia Cristiana chiedono l'intervento di Cutolo per la liberazione di Cirillo e il primo contatto con la NCO avviene attraverso Francesco Pazienza, collaboratore dei servizi segreti, che il 17 luglio 1981 incontra ad Acerra Vincenzo Casillo.
È proprio lui a gestire la trattativa tra SISMI, NCO, Brigate Rosse e dirigenti della Democrazia Cristiana. A seguito della liberazione di Cirillo (25 luglio) viene sospeso il decreto di carcerazione predisposto per Vincenzo Casillo. È possibile che questi fosse in possesso di un tesserino dei servizi. Nel 1981, Casillo fa da mediatore tra le famiglie della vecchia camorra campana e la NCO: in principio si riesce a trovare un accordo per una spartizione territoriale, ma successivamente l'accordo salta poiché Cutolo pretende una forte tangente sul contrabbando delle sigarette.

### Gli omicidi
Secondo i collaboratori di giustizia Pasquale Galasso e Francesco Di Carlo, Casillo fu l'esecutore materiale dell'omicidio del banchiere Roberto Calvi, avvenuto a Londra nel 1982; Casillo infatti era segretamente passato dalla parte del clan Nuvoletta, legato ai Corleonesi, e per questo doveva fare un favore al mafioso siciliano Pippo Calò, che voleva uccidere Calvi perché si era appropriato del suo denaro e di quello dei suoi soci.

### La morte
Il 29 gennaio 1983, a Roma, Vincenzo Casillo – in quel momento latitante – sale a bordo della sua automobile che esplode perché imbottita di tritolo. L'esplosione avviene in via Clemente III a poca distanza dalla sede del SISMI. Casillo muore mentre Mario Cuomo, seduto al suo fianco, perderà l'uso delle gambe. Anni dopo Carmine Alfieri confesserà di essere stato lui a dare l'ordine di ammazzare il numero due della cosca rivale. La sua compagna, la ballerina Giovanna Matarazzo, dichiarerà al giudice istruttore Carlo Alemi che la morte di Casillo è collegata all'omicidio Calvi, venendo poi a sua volta assassinata.

## Le dichiarazioni sull'omicidio
Giovanna Matarazzo verrà ritrovata in un blocco di cemento il 2 febbraio 1984, uccisa probabilmente a causa delle sue dichiarazioni al magistrato Carlo Alemi rispetto al collegamento tra la morte di Casillo e l'omicidio di Roberto Calvi, perpetrato secondo la donna e secondo i pentiti dallo stesso Casillo. A creare confusione circa le dinamiche dell'attentato furono i collaboratori di giustizia della NCO: Giovanni Pandico, Pasquale Barra (entrambi rivelatisi poi calunniatori di Enzo Tortora), Mauro Marra, Pasquale D'Amico e Claudio Sicilia (quest'ultimo membro della Banda della Magliana), nonché alcuni fedelissimi del boss di Ottaviano. Difatti in assenza di Raffaele Cutolo, oramai detenuto in regime di isolamento nel Carcere dell'Asinara, Casillo era divenuto il nuovo capo della NCO. L'organizzazione criminale, in quel frangente privata del suo capo primordiale, decimata dagli arresti e di li a poco colpita dalle accuse dei collaboratori di giustizia, stava vivendo le sue fasi terminali; Casillo si sarebbe dunque adoperato per ricostituirne l'influenza ed il potere prima di essere vittima dell'attentato. A tal proposito si registrano le dichiarazioni di alcuni collaboratori di giustizia:
- Secondo Giovanni Pandico e Pasquale Barra, due personaggi ricchi di risentimento verso Cutolo pur essendo ancora affiliati alla NCO, la morte di Casillo fu decisa dallo stesso Cutolo[4] e messa in atto da un suo fedelissimo, Giuseppe Puca, boss di Sant'Antimo. Il movente andrebbe rintracciato nel presunto tradimento di Vincenzo Casillo, reo di aver stretto legami con il clan Nuvoletta legato a Cosa Nostra, gli storici nemici della NCO.
- Secondo Mauro Marra, gli stessi vertici dell'organizzazione ignoravano chi fossero i responsabili della morte di Casillo. Ragion per cui il direttivo della NCO fece circolare la voce secondo cui si fosse trattato di un incidente, di cui né Cutolo né i suoi nemici erano responsabili. In pratica Cuomo e Casillo non sarebbero rimasti vittime di una autobomba piazzata da qualcuno ma di una bomba che essi stessi trasportavano in auto, e che avrebbero dovuto utilizzare nei giorni successivi per commettere una ritorsione. Ma la bomba sarebbe esplosa accidentalmente. Tale strategia criminale servì ad evitare che i restanti cutoliani venissero colti da una doppia spirale di terrore, se difatti avessero ritenuto Cutolo il vero responsabile della morte di Enzo Casillo, che definiva il suo "amico più caro", gli affiliati avrebbero perso ogni sorta di stima e fiducia verso il loro boss; se viceversa avessero creduto che Casillo fosse morto per mano dei nemici di Cutolo, quelli della Nuova Famiglia, i restanti affiliati alla NCO avrebbero nutrito forte scoraggiamento nel sentirsi tanto vulnerabili, essendo i clan rivali riusciti nell'impresa di eliminare il boss Vincenzo Casillo, infliggendo così uno smacco finale a ciò che restava della NCO.
- Secondo Claudio Sicilia, ex boss della Banda della Magliana, il Casillo sarebbe stato assassinato per volontà di Cutolo da Corrado Iacolare. In sintesi Casillo e Cuomo si sarebbero recati a Salerno per ritirare alcune bombe con cui commettere delle ritorsioni sugli imprenditori restii a pagare le tangenti alla NCO. In quell'occasione Iacolare avrebbe imbottito di esplosivo l'auto del Casillo per poi farlo saltare in aria a Roma. Anche secondo Claudio Sicilia l'omicidio sarebbe avvenuto con la collaborazione di Giuseppe Puca. Il Sicilia racconta inoltre che alcuni affiliati alla NCO erano preoccupati per un'agendina che Enzo Casillo aveva sempre con sé, e l'unico uomo in grado di svelare ogni dettaglio sulla vita di Casillo era il suo braccio destro Mario Cuomo, il sopravvissuto, colui che a bordo della stessa auto di Casillo era scampato alla morte pur mutilato delle gambe. Ma Mario Cuomo non sarebbe stato facilmente raggiungibile poiché ricoverato all'ospedale Gemelli di Roma e continuamente piantonato dalla polizia. Così i cutoliani avrebbero chiesto allo stesso Claudio Sicilia, personaggio ben addentrato nel contesto della mala romana, di infiltrare un uomo del personale ospedaliero nella stanza di Mario Cuomo. Claudio Sicilia avrebbe eseguito l'ordine, ma la persona da lui incaricata non sarebbe stata in grado di arrivare al Cuomo poiché questi versava ancora in stato di incoscienza ed era in effetti piantonato strettamente.
- Secondo Pasquale D'Amico la tesi dell'incidente sarebbe vera. La bomba a bordo dell'auto sarebbe esplosa accidentalmente, mentre veniva trasportata degli stessi Cuomo e Casillo e destinata a Liguori,[non chiaro] il suocero di Michele Zaza. Va pur detto che Pasquale D'amico potrebbe essere uno dei tanti ex affiliati alla NCO che, come raccontato dal pentito Mauro Marra, avrebbero appreso la falsa tesi dell'incidente, ossia la versione di comodo inventata dai vertici NCO per tranquillizzare gli affiliati.
- Secondo quanto raccontato invece da Antonio Mancini, altro pentito della Banda della Magliana, alcuni affiliati alla Nuova Famiglia avevano brindato davanti a lui in carcere per la “saltata” di Casillo ma lui rimase “convinto, per com’era controllato il territorio romano dalla Banda, che non avrebbero potuto prescindere, per fare l’attentato, dal gruppo di Salvatore Nicitra, operante a Primavalle alle dirette dipendenze di Enrico De Pedis“.[5]

Raffaele Cutolo, accusato quale mandante dell'omicidio dai pentiti Barra e Pandico, dichiarò alla corte la propria innocenza, e confidò anch'egli di aver appreso da voci confidenziali che si era trattato di un incidente, pur lanciando il dubbio che la morte di Casillo potesse essere persino opera dei servizi segreti italiani. La bomba era infatti esplosa nelle vicinanze di una sede dei servizi segreti, e Casillo era munito di una tessera dei servizi con cui, benché latitante, entrava ed usciva dalle carceri italiane per comunicare con gli altri affiliati. Circostanza di cui era stato testimone lo stesso Cutolo durante le accertate trattative tra Stato e camorra per la liberazione dell'assessore Ciro Cirillo, nei giorni in cui Casillo lo raggiungeva in carcere accompagnato dagli uomini dei servizi segreti italiani:
(Raffaele Cutolo al processo per l'omicidio di Vincenzo Casillo del 19/12/1988)
In sintesi, per la magistratura la tesi dell'attentato maturato in seno alla stessa NCO per volontà di Cutolo non fu credibile, così come la tesi dell'incidente, avvalorata dallo stesso Cutolo semplicemente perché, non essendo il boss di Ottaviano un collaboratore di giustizia, s'era sempre ben guardato dal produrre dichiarazioni che avrebbero potuto incriminare qualcuno, amico o nemico che fosse. È difatti noto che le poche notizie sensibili rivelate da Cutolo hanno sempre riguardato persone defunte contro cui la magistratura nulla avrebbe potuto e che nessun altro avrebbero coinvolto:
(Raffaele Cutolo al processo per l'omicidio di Mino Pecorelli del 09/10/1998)
La verità giunse anni dopo, nei giorni del pentimento dei boss Pasquale Galasso e Carmine Alfieri, i capi indiscussi della cosiddetta Nuova Famiglia, i famigerati nemici di Cutolo. Entrambi riportarono la medesima versione degli eventi ed entrambi furono ritenuti attendibili essendosi autoaccusati dell'omicidio. In pratica, Galasso ed Alfieri confermarono il fatto che l'omicidio Casillo avesse posto la parola fine alla NCO di Raffaele Cutolo, benché in principio tale omicidio fosse stato partorito dalla loro stessa collera, essendo entrambi assetati di vendetta per l'assassinio dei rispettivi fratelli, commissionato mesi prima da Cutolo per punire il rifiuto di Galasso ed Alfieri di associarsi alla NCO.
Per l'esattezza fu Galasso a gestire l'intera faccenda, Alfieri aveva in parte già colmato la sua sete di vendetta mesi prima, quando i suoi uomini uccisero uno degli esecutori materiali dell'omicidio di suo fratello. Galasso invece era ossessionato dal desiderio di vendicare il fratello morto appena poche settimane prima, e non potendo colpire direttamente Cutolo che era carcerato, decise a tutti i costi di uccidere Casillo, l'uomo più importante rimasto a capo dei cutoliani, nonché ritenuto l'esecutore materiale dell'omicidio di suo fratello Nino. I due pentiti raccontano di aver corrotto un uomo di punta della NCO, tale Giuseppe Cillari, che divenne il loro infiltrato all'interno dell'organizzazione rivale, la cui missione primaria consisteva nel consegnargli la testa di Enzo Casillo. Impresa ardua visto che il Casillo si era appositamente stabilito a Roma dove godeva della protezione dei politici, dei malavitosi e dei servizi segreti. Inoltre il Cillari fu colto da ripensamento quando seppe che Enzo Casillo era stato l'esecutore materiale dell'omicidio di Roberto Calvi, su commissione della mafia e attraverso il clan Nuvoletta, con cui lo stesso Casillo stava tessendo una nuova alleanza.
A detta di Galasso, Pinuccio Cillari aveva acconsentito a tradire i suoi compari poiché riteneva che oramai la NCO fosse destinata a scomparire, ma quando si accorse che Casillo stava riguadagnando terreno e che aveva addirittura la mafia alle spalle cominciò a tentennare. A quel punto Galasso passò alle minacce, se Cillari non gli avesse consegnato Casillo la sua famiglia sarebbe stata oggetto di rappresaglie da parte della Nuova Famiglia. Cillari non ebbe scelta, anche se non gli fu facile compiere la sua missione poiché Casillo andava sempre in giro circondato da molti scagnozzi. L'occasione giusta si presentò quando Casillo chiese a Cillari di acquistargli un'autovettura. Galasso colse l'opportunità al volo e fornì a Cillari i soldi per comperare l'auto, una Golf. La stessa vettura che prima di essere consegnata alla vittima fu imbottita di esplosivo e dove Casillo trovò la morte. Stranamente anche secondo questo racconto l'auto sarebbe stata acquistata ed imbottita di esplosivo a "Salerno". Nel luglio del 1993, Galasso ha riferito inoltre che il tritolo per l'attentato gli fu fornito dalla mafia[23], che probabilmente, in simbiosi con i servizi segreti, intendeva liberarsi del testimone più scomodo circa la morte di Roberto Calvi e la trattativa Stato-camorra per la liberazione dell'assessore Cirillo. Per l'omicidio Casillo sono stati condannati all'ergastolo Ferdinando Cesarano e Pasquale Galasso.